# 斯圖爾格羅夫赫峰
61°38′37″N 8°16′01″E / 61.6436°N 8.2669°E
斯圖爾格羅夫赫峰是挪威的山峰，位於該國東南部內陸郡，處於洛姆，屬於尤通黑門山脈的一部分，海拔高度2,259米，是該國第三十一高峰。